# Gonioscelis macquartii
Gonioscelis macquartii är en tvåvingeart som först beskrevs av Jaennicke 1867.  Gonioscelis macquartii ingår i släktet Gonioscelis och familjen rovflugor.
Artens utbredningsområde är Etiopien. Inga underarter finns listade i Catalogue of Life.